# 高安寺 (東京都府中市)
高安寺（こうあんじ）は、東京都府中市片町にある曹洞宗の寺院である。開基は室町幕府初代将軍足利尊氏であり、室町幕府によって武蔵国安国寺として位置づけられていた。なお、江戸時代初期までは臨済宗の寺院であった。寺の随所に古刹としての面影を残すなど、多摩地域を代表する寺院の一つである。

## 沿革
平安時代に藤原秀郷が武蔵国府近郊に置いた居館を市川山見性寺に改めたのが始まりとされる。平家滅亡後に鎌倉入りを許されなかった源義経もこの寺に立ち寄って、武蔵坊弁慶が大般若経を書き写したと言われている。ここは武蔵国府の近くにあり、国衙荒廃後にはここが重要拠点と見なされるようになり、南北朝時代には新田義貞が分倍河原の合戦で本陣を構えている。これら一連の戦乱によって、寺が炎上するなどして見性寺は荒廃した。
そこで暦応年間（北朝、1340年前後）に入ると、足利尊氏が建長寺の大徹禅師を開山として招き、臨済宗の禅寺に改めて再興した。この際、尊氏が進めていた安国寺の一つとしてこの寺を位置づけ、名称も尊氏の旧名（高氏）から龍門山高安護国禅寺と命名された。これによって高安寺は室町幕府の保護を手厚く受けて、一時は塔頭10・末寺75と称されるほどの大寺院となった。
それは同時に、足利将軍家、あるいはその指揮下にあるとされた鎌倉公方の影響力を深く受けることにつながり、軍事拠点としての色彩を帯びることとなった。永徳元年/弘和元年（1381年）には小山義政討伐に向かう第2代鎌倉公方足利氏満が、続いて応永6年（1399年）には応永の乱に呼応して将軍足利義満打倒を図ろうとした第3代鎌倉公方足利満兼が、それぞれ高安寺に陣を置いている。
この状況は第4代鎌倉公方足利持氏の代にも変わらず、応永30年（1423年）に常陸国の小栗満重討伐の帰途に高安寺に入り、ここに仮の政庁を置いた。しかし、翌年には失火による焼失を招いてしまい、再建を行うことになった。そして永享11年（1438年）には関東管領上杉憲実討伐のために持氏が再び高安寺に陣を構えた。ところが、持氏の反幕府的姿勢に業を煮やしていた当時の将軍足利義教が持氏討伐の軍を派遣し、持氏は急遽高安寺を離れたが各地で持氏方が敗北を喫し、持氏は滅亡することになった（永享の乱）。
逆に康正元年（1455年）に行われた再度の分倍河原の合戦（享徳の乱の緒戦）では、第5代鎌倉公方足利成氏が籠もる高安寺に攻め寄せた上杉軍を成氏が打ち破っている。
その後もその地政学的条件から、上杉氏・後北条氏などによって軍事的に利用されることも多く、たびたびの戦乱で衰退・荒廃した。江戸時代初期には海禅寺（現在の青梅市）の末寺に入り、宗派も曹洞宗と改めた。
現在の本堂は、寛永元年（1624年）に火災に遭い消失したものを享和3年（1803年）に再建したもの。本堂正面には「等持院」の扁額があり、これは開基となった足利尊氏の法嗣名である。明治5年（1872年）に建てられ左右に仁王像を配する山門、安政3年（1856年）に建てられた鐘楼と共に、東京都選定歴史的建造物に選定されている。

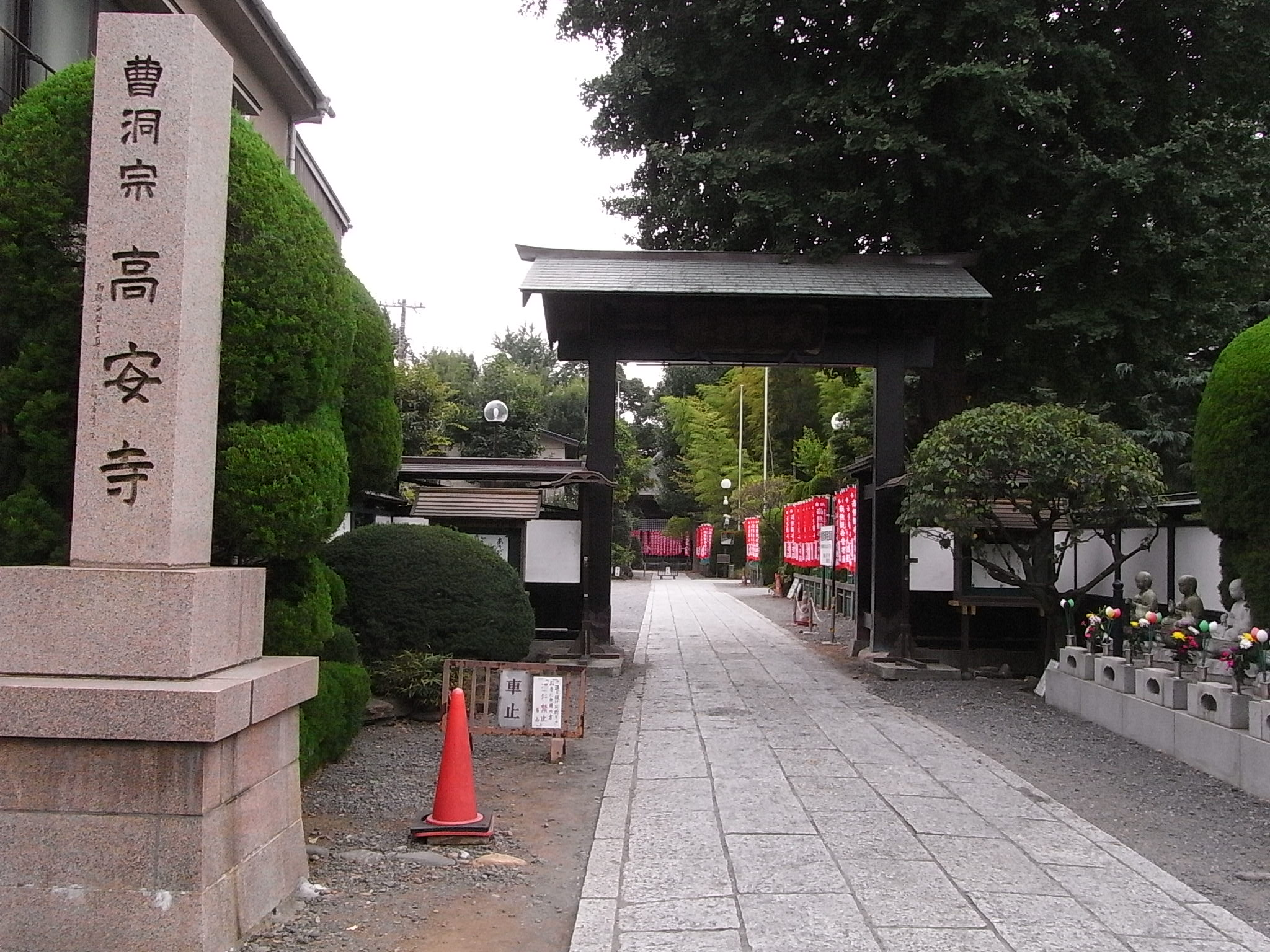
参道入口（2009年9月28日撮影）
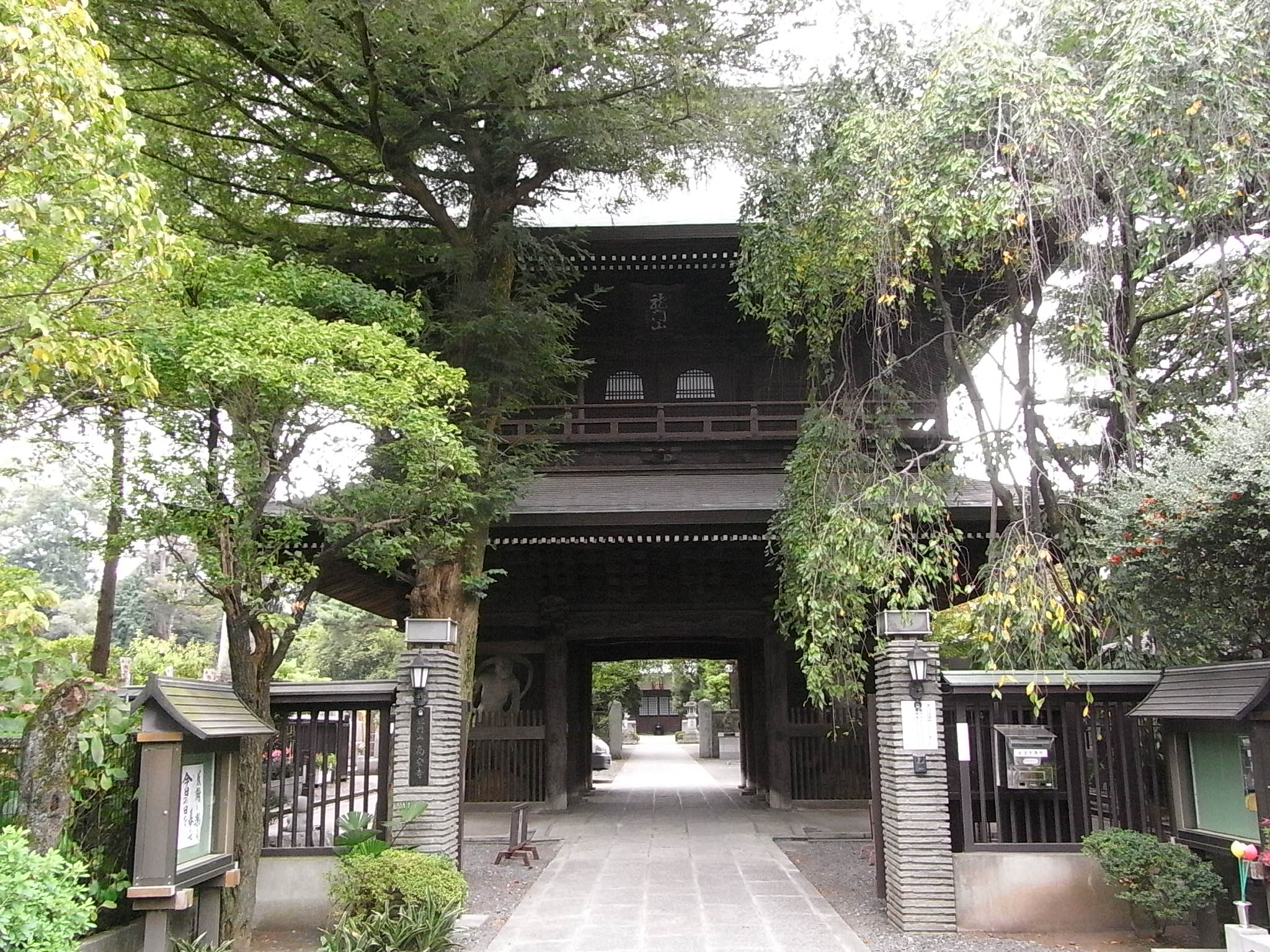
山門（2009年9月28日撮影）
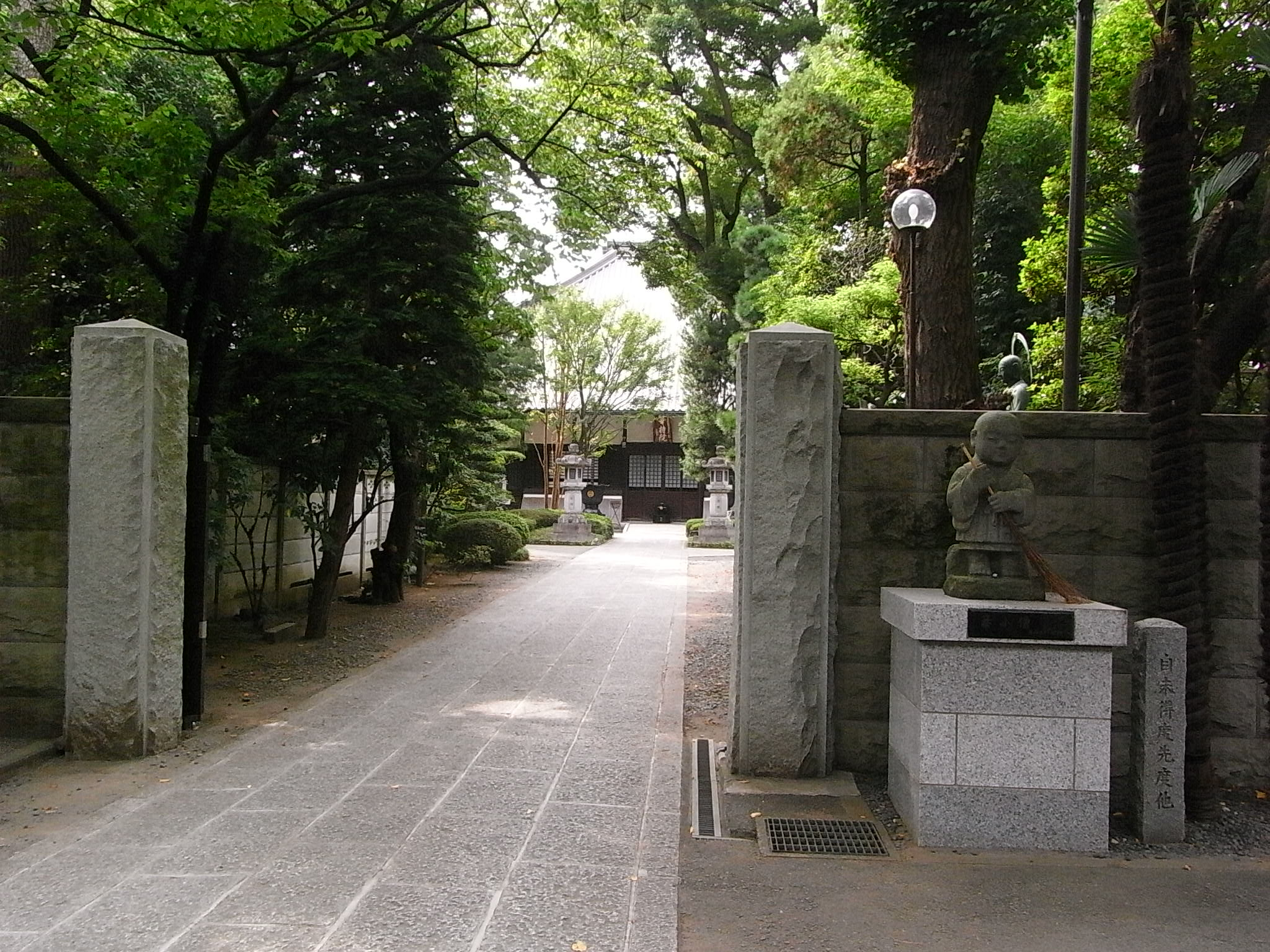
参道（2009年9月28日撮影）
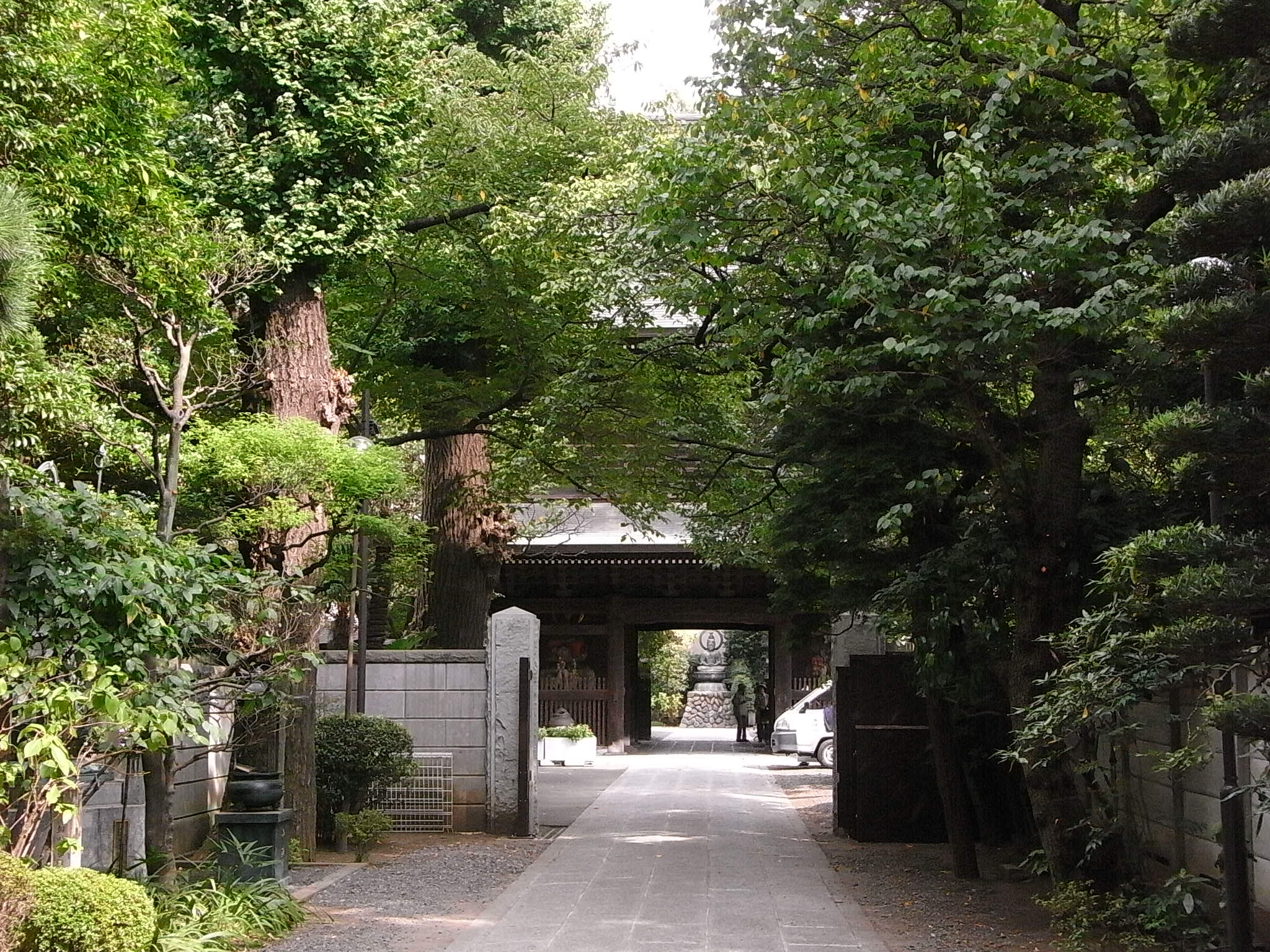
参道（2009年9月28日撮影）
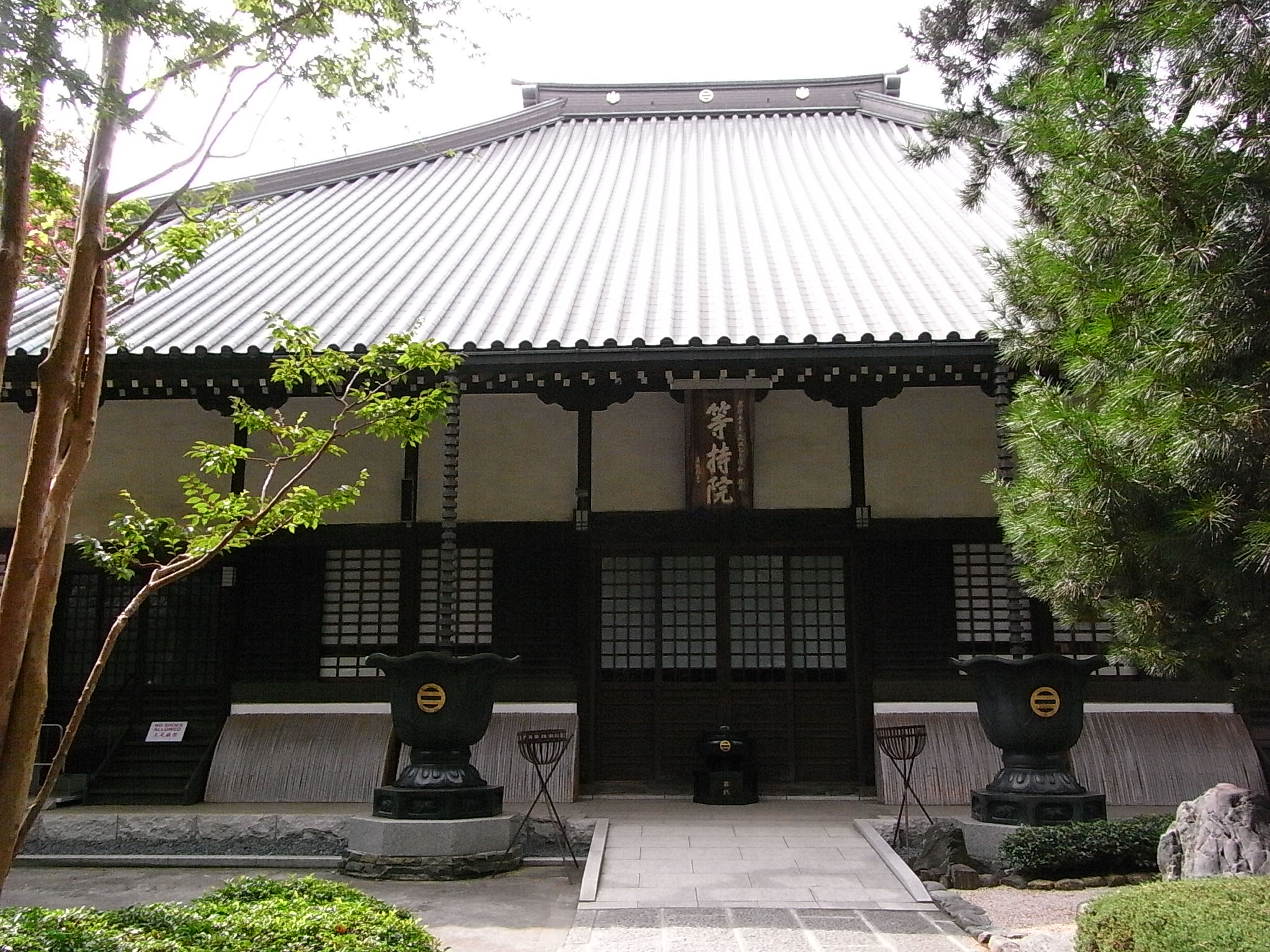
本堂（2009年9月28日撮影）
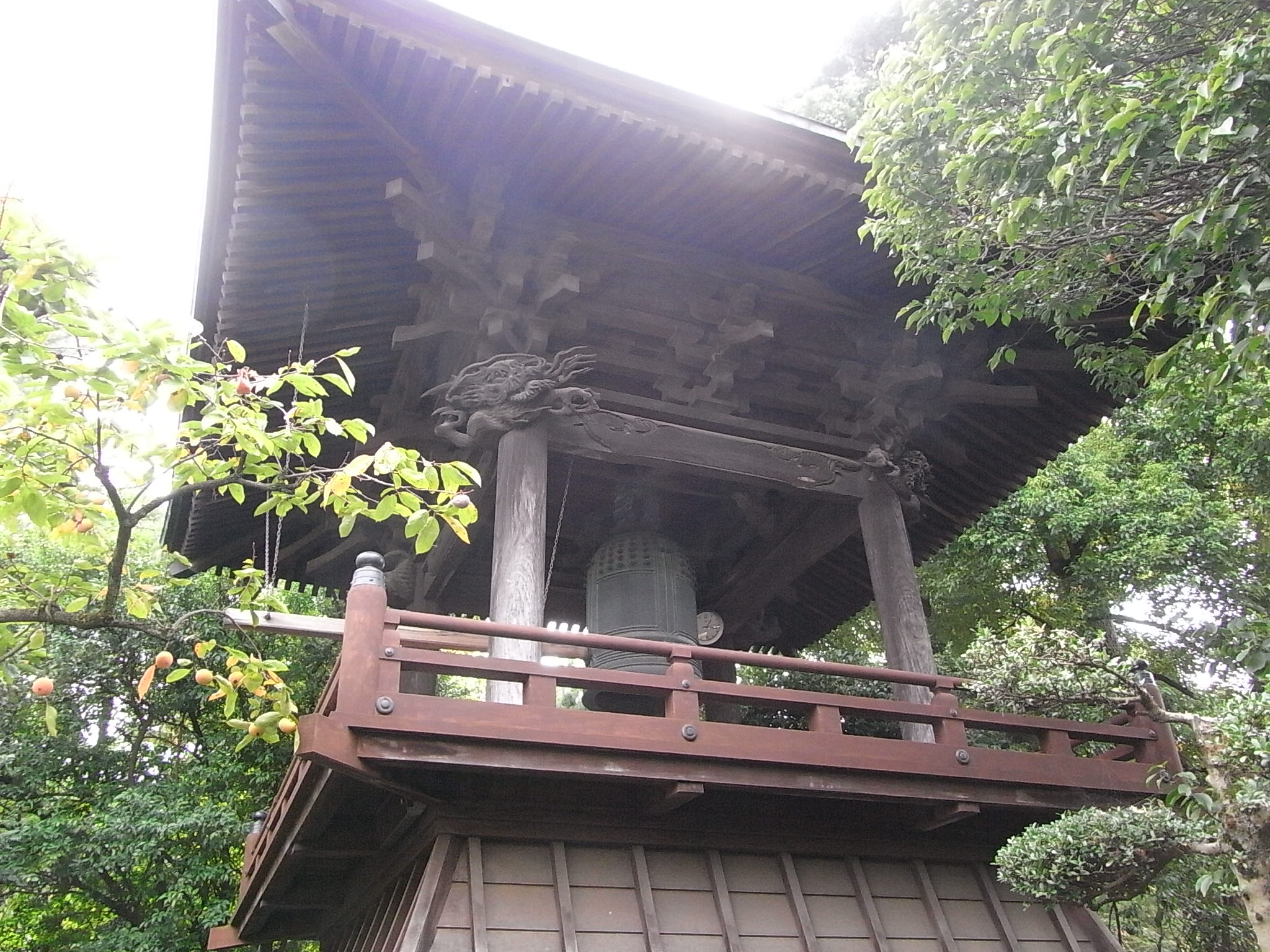
鐘楼（2009年9月28日撮影）

## 所在地
東京都府中市片町2丁目4番地の1

## 交通
京王線・JR南武線分倍河原駅より徒歩7分